# Narco-économie en Afghanistan

La culture du pavot à opium en hectares entre 1994 et 2016 en Afghanistan.

La narco-économie en Afghanistan désigne l'ensemble des activités liées à la culture, à la transformation et au trafic de drogue dans ce pays. Au cœur du « Croissant d'or », l'Afghanistan est un des principaux producteurs de produits stupéfiants au monde (opium et haschich) et une plaque tournante du narcotrafic en Asie.
L’opium fait vivre plus de 2 millions d’Afghans et génère des recettes estimées à 2,5 milliards de dollars américains, soit 35 % du PIB de l'économie de l'Afghanistan en 2005. En 2009, on y estime à 1,6 million le nombre de personnes impliquées dans ce secteur d'activité. 

## Causes historico-géographiques du développement de la culture du pavot
Plus encore que le terreau économique de sous-développement et l’instabilité politique qui en découle, l’isolement géographique ou politique de l’Afghanistan crée des conditions favorables à la culture du pavot.

### Isolement géographique

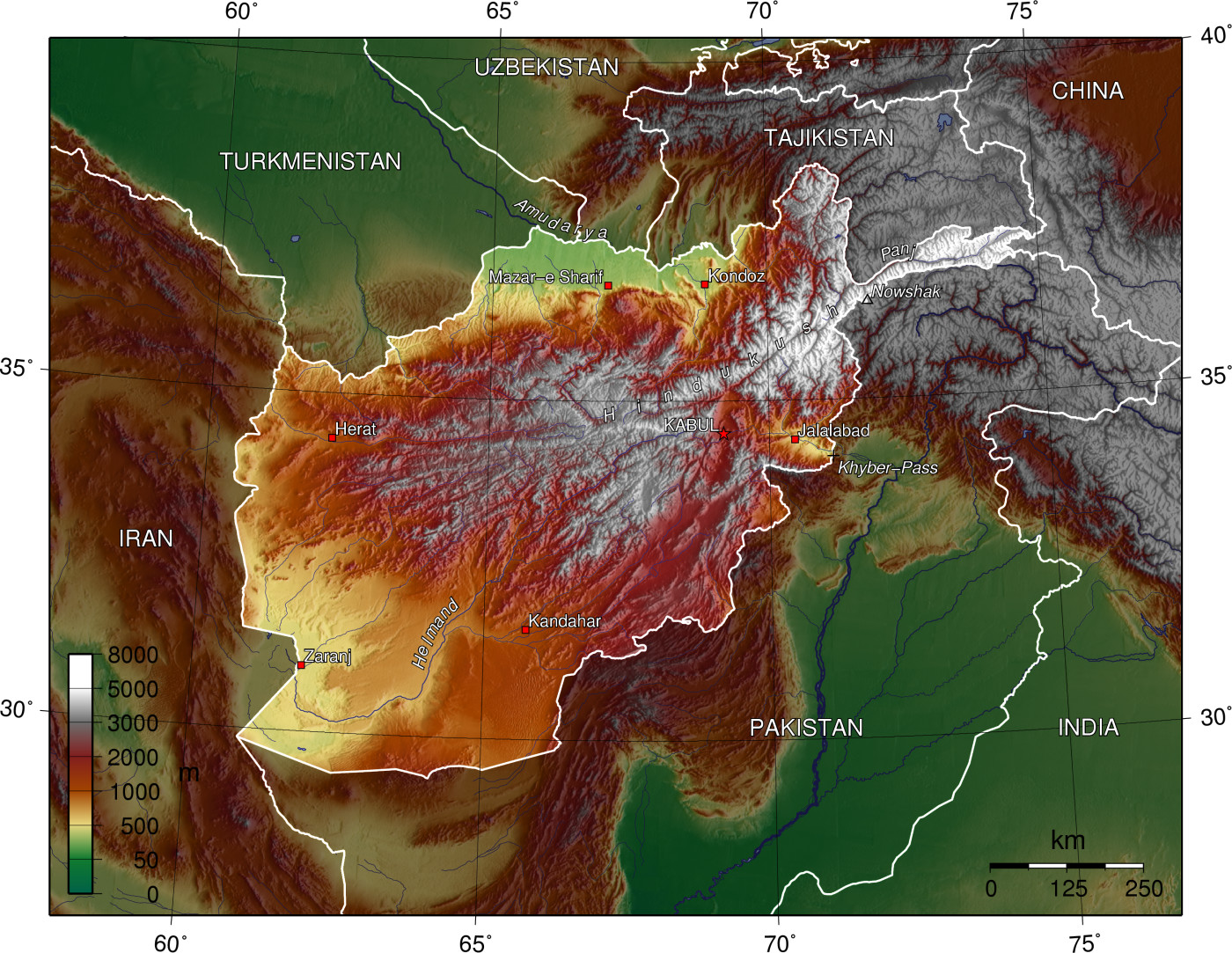
L'Afghanistan, pays enclavé et montagneux.

L’Afghanistan est, avant tout, enclavé géographiquement puisqu’il est dépourvu de rivage maritime et que, dans le contexte régional asiatique, son territoire est très mal desservi par les grandes voies de communication (les autoroutes, canaux, chemins de fer sont quasi inexistants). Mais cet enclavement n’a pas toujours été synonyme d’isolement géographique : sa localisation à l’ouest de l’obstacle majeur que constitue la chaîne de l’Himalaya a longtemps consacré ce pays en tant que carrefour des célèbres routes de la soie mais aussi celui des grandes invasions. La découverte et l’utilisation des grandes routes commerciales maritimes à partir du XVIe siècle sonna le glas de l’Afghanistan en tant que carrefour commercial. L’importance stratégique de sa localisation a aussi déterminé le rôle d’État tampon que l’Afghanistan allait jouer lors des rivalités russo-britanniques du « Grand Jeu » au XIXe siècle.

### Isolement politique

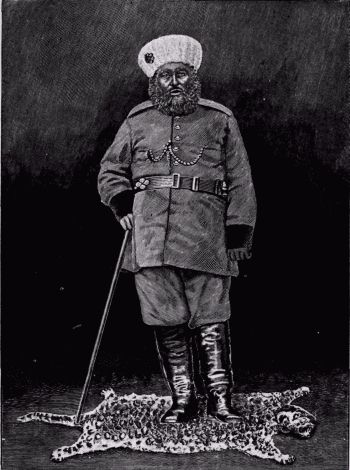
Abdul Rahman Khan.

À cet enclavement géographique s’ajoute une « tradition » afghane de l’isolationnisme politique qui aggrave la situation du pays. Cette tradition remonte aux origines de l’Afghanistan comme État-nation avec le roi afghan Abdul Rahman qui, conscient des tentations impérialistes russes et anglaises sur son pays, accepta les frontières et le rôle d’État tampon de l'Afghanistan entre l'Empire russe et les Indes britanniques. Abdul Rahman parvint à mener adroitement une politique de neutralité et d’isolationnisme face aux rivalités russo-britanniques, en acceptant toutefois les armes et les aides britanniques pour mener à bien ses propres prétentions sur le territoire afghan. 
Les extrêmes difficultés d’acheminement que présente le relief montagneux afghan avaient pourtant un avantage stratégique évident pour Abdul Rahman qui estimait que l’invasion de son pays n’en serait que plus coûteuse et difficile pour ses rivaux occidentaux si aucune voie de communication n’existait pour faciliter l’invasion. Il décida alors de sacrifier consciemment le développement économique de l’Afghanistan afin de le préserver des convoitises étrangères en optant pour une politique de sous-développement délibéré ce qui acheva de transformer un ancien carrefour majeur des invasions et des échanges commerciaux en une « antiroute », selon l’expression de Mahnaz Z. Ispahani dans son ouvrage sur Les Politiques de l’accès aux frontières des pays asiatiques.

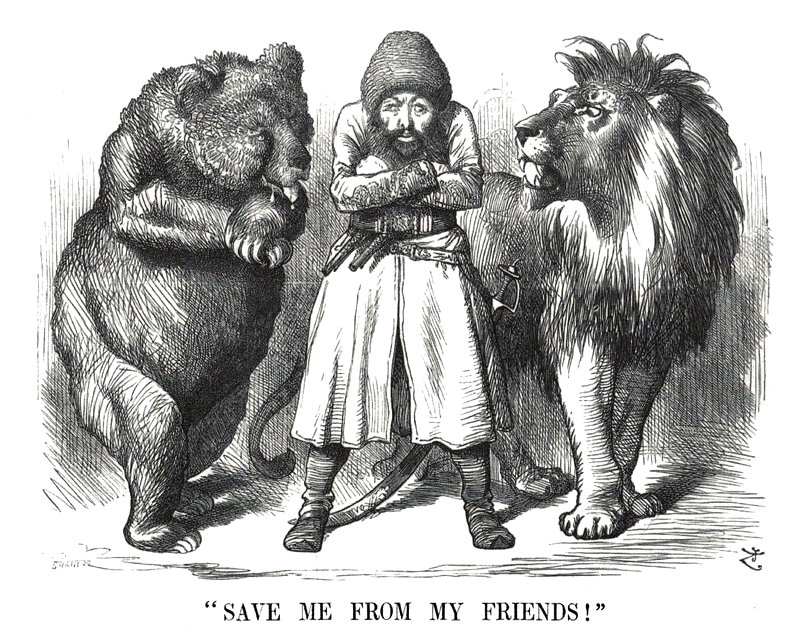
Caricature de 1878 représentant l'émir afghan Shir Ali Khan entouré de ses « amis » l'ours russe et le lion britannique pendant la politique du « Grand Jeu ».

Cette inaccessibilité eut des conséquences déterminantes sur l'orientation politique du pays. Elle empêcha aussi l’Afghanistan de combler son enclavement géographique par une accessibilité du point de vue des communications. Pourtant, la stratégie d’Abdul Rahman, reprise par ses successeurs, se révéla très efficace contre l’occupant soviétique : l’Armée rouge souffrait terriblement de ces conditions difficiles d’accès dans le pays, ce que les moudjahidines tournèrent en avantage.
Cet isolationnisme eut une autre conséquence importante : il ne permit pas la construction d’un véritable État-nation afghan, car cet isolement a empêché l’intégration des multiples ethnies afghanes dans un espace national commun ; espace qui est toujours actuellement en quête d’unité politique.
La longue instabilité politique et le sous-développement économique qui ont découlé de cet isolationnisme ont favorisé l’émergence de l’Afghanistan en tant que producteur majeur d’opiacés illicites dans les années 1990, croissance qui se poursuit jusqu’aux années 2000. En effet, selon Pierre-Arnaud Chouvy, l’Afghanistan est un parfait point d’équilibre entre inaccessibilité et accessibilité, car si l’isolement géographique de la région de production est nécessaire pour pratiquer une activité illicite, une accessibilité minime est nécessaire pour le commerce des produits. L’Afghanistan est une « antiroute » que Chouvy définit comme tel :

« Les accidents du relief, les conditions climatiques, les régulations frontalières et tarifaires du commerce international, les conflits qui imposent des limites au mouvement, que ce soit celui des biens ou des personnes, sont des antiroutes. Dans le cas du trafic de drogues illicites comme dans celui de tout autre trafic illicite, le trafiquant tourne alors à son avantage les risques et inconvénients de l’antiroute puisqu’elle lui procure une certaine forme de sécurité (faible contrôle policier et douanier) et qu’elle justifie des prix élevés en créant de la valeur ajoutée (fonction du risque, notamment lors du passage des frontières internationales). »

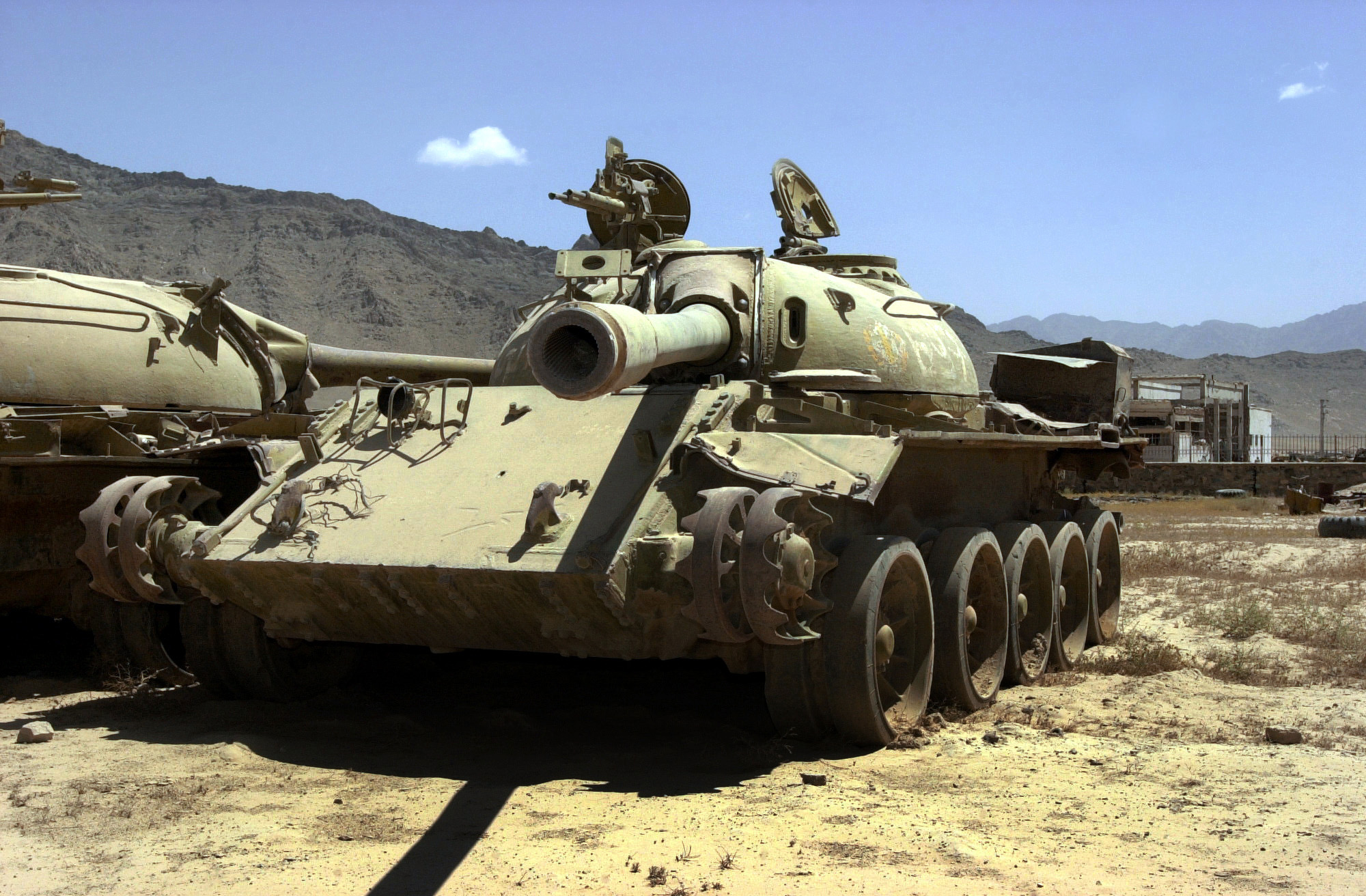
Deux chars soviétiques abandonnés par l'Armée rouge, près de la base aérienne de Bagram, durant leur retraite.

En bref, la position géographique de l’Afghanistan aura déterminé la place de ce pays en tant qu’une des principales plaques tournantes mondiales de la production de drogues illicites. La position géographique a fait de ce pays un enjeu stratégique pour les grandes puissances du XIXe siècle, ce qui a déterminé son sous-développement économique, son enclavement et ses frontières ethniquement peu homogènes. Ce sont ces trois facteurs qui font de l’Afghanistan une parfaite « antiroute » idéale pour les trafics illégaux dans les années 2000.
Selon Chouvy, la responsabilité de cet état de fait en revient aux grandes puissances qui ont créé des frontières favorisant le trafic :

« Ces césures artificielles qu’ont été les frontières modernes dans des espaces frontaliers qui étaient avant tout des lieux de passage, de transition et d’échange, ont porté en elles les germes de leur utilisation détournée par les acteurs étatiques et non-étatiques. Entre les utilisations stratégiques de la frontière tampon par les premiers et de la frontière-refuge par les seconds, les zones frontières qui s’étendent entre l’Afghanistan et le Pakistan […] ont fourni au Croissant d’Or […] la colonne vertébrale de [son système spatial] et ont conditionné la nature des relations bilatérales entre les pays des régions concernés. »

## Importance des «seigneurs de guerre» et du «lien ethnique»

Lors de sa constitution en tant qu'État tampon, les frontières de l'Afghanistan ont été fixées arbitrairement, de sorte qu'elles répartissent, sur plusieurs États, les différentes ethnies afghanes.

### Les liens tribaux
L’utilisation du lien ethnique, linguistique et religieux, permet le passage de la drogue, comme nous l’indique Farhad Khosrokhavar :

« Le Baloutchistan iranien est peuplé de sunnites qui, fort proches des Pachtounes afghans, font passer l’héroïne à la barbe des pasdarans, les gardiens de la révolution iraniens. Facilité par les ethnies qui, de part et d’autre, rendent poreuse la frontière. Les seigneurs de la guerre présents dans le gouvernement prélèvent au passage des impôts qui les enrichissent et permettent l’entretien d’une clientèle et d’une milice, dont le nombre nargue la chiche armée comme la petite police nationale. »

Malgré la présence des États-Unis et de leurs alliés, ce vaste réseau économique, fait d’alliances familiales, tribales et religieuses, se moque des frontières entre l’Afghanistan, le Pakistan et l’Iran et constitue des « ethnies-relais »  qui prennent en charge le trafic illégal de drogue, mais aussi de personnes (dont les terroristes d’Al-Qaïda) au nez et à la barbe des forces armées afghanes ou alliées.
La puissance de l'État demeure faible, et le président afghan Hamid Karzai essaye, tant bien que mal, de maintenir une coalition, autour de lui, entre les différents chefs religieux et les seigneurs de guerre. Les chefs tribaux n’ont d’ailleurs qu’une fidélité de façade envers ce gouvernement de Kaboul, ils sont la plupart du temps mus par l’appât du gain, par l’ambition ou parce qu’ils sont obligés de jouer le jeu imposé par les troupes alliées.

### Les seigneurs de guerre

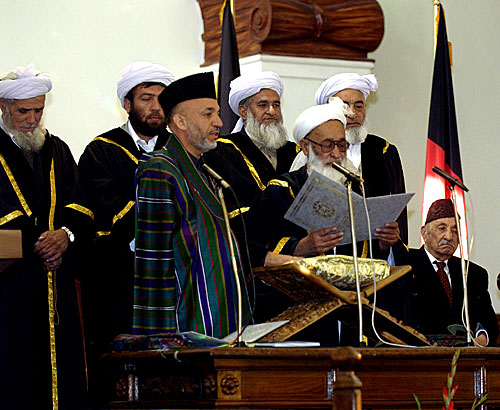
Investiture d'Hamid Karzai en tant que président de la République islamique d'Afghanistan, en 2004.

Depuis l’intervention militaire des États-Unis et de leurs alliés en 2001 contre le régime taliban, le pouvoir est remis petit à petit, par les Nations unies, entre les mains d’un gouvernement afghan démocratiquement élu. Ainsi la Constitution adoptée le 4 janvier 2004 par l’Afghanistan, établit une nouvelle « république islamique d’Afghanistan » et institue un régime présidentiel et un Parlement composé d’une assemblée élue au suffrage universel et d’un Sénat. Le 15 novembre 2005, les premières élections législatives eurent lieu mais, de par la fragmentation ethnique et religieuse afghane, aucune majorité n’a pu être dégagée et aucun parti fort n’a émergé.
Dans un pays qui reste encore largement sous-développé du point de vue des communications et toujours soumis aux lois tribales, on peut s’interroger sur le pouvoir réel de cette autorité centrale. Ce nouveau régime a, dans de nombreuses régions tribales, peu ou pas d’autorités. Particulièrement le long de la ligne Durand (frontière pakistano-afghane), où cette frontière de 2 430 km est extrêmement perméable et donc propice aux trafics en tout genre : « les itinéraires du narcotrafic y sont d’ailleurs parmi les plus denses du monde ».
L’État afghan et le gouvernement central n’existent, et n’ont véritablement d’influence, qu’aux alentours de Kaboul. Après la banlieue de la capitale, on ne trouve plus que des « seigneurs de guerre » qui gouvernent comme des monarques absolus, prélevant taxes et impôts et se faisant forts de ne pas respecter les décisions du gouvernement central. 
L’affaiblissement de l’État et le pouvoir des seigneurs de guerre sur le pays ont provoqué une crise économique ; le sociologue Farhad Khosrokhavar présente ainsi cet exemple :

« Omar, petit commerçant qui, sous les talibans, achetait en Iran et vendait en Afghanistan a fait faillite après leur renversement. Avant, il payait un seul impôt pour faire entrer ses marchandises dans le pays. Désormais, il doit payer des taxes dans chaque région qu’il traverse : comment rester rentable ? À un pays plus ou moins unifié sous les talibans a succédé un système féodal, qui tue le commerce. »

## Culture du pavot

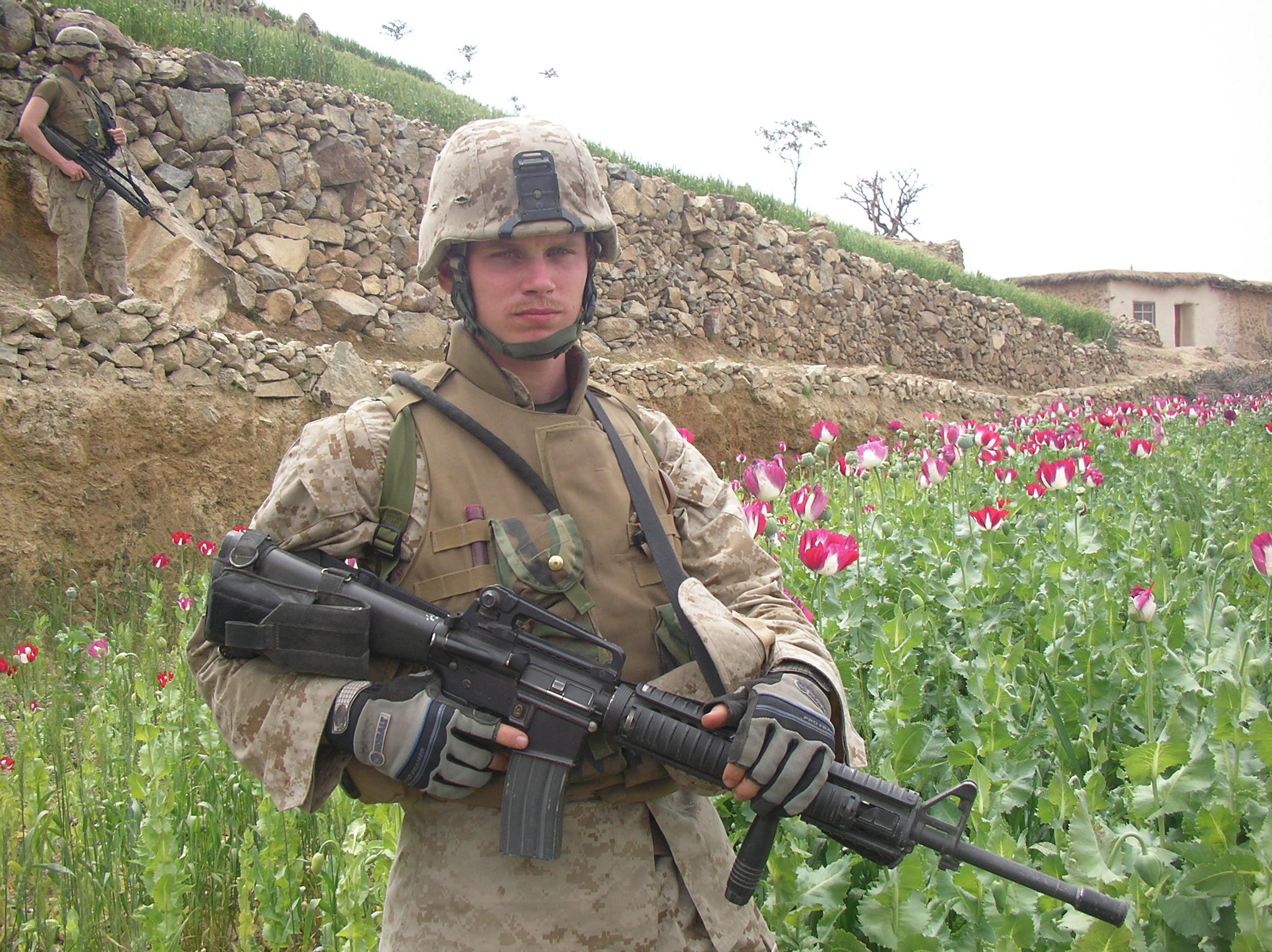
Soldat de l'US Army devant un champ de pavot en 2005.

Le pavot est une plante très résistante capable de pousser sur des terrains arides, d’où l’intérêt pour les fermiers afghans, qui doivent faire face à des périodes de sécheresse, de s’adonner à cette culture. Elle leur rapporte également plus que les cultures traditionnelles.
Un fermier reconnaît en 2003 que sur un jerib de terre il peut ainsi obtenir de 850 à 1 100 kg de blé qui lui rapportent 200 euros, au lieu de 8 kg d'opium qui lui rapportent 300 euros, mais que l'opium exige beaucoup plus de travail.
Selon les experts de l'UNODC, 10,3 % de la population afghane est impliquée dans la culture du pavot. Les graines de pavot sont semées en automne avant l’arrivée de la neige. Les premières pousses font en général leur apparition au printemps, bien que différents facteurs entrent en ligne de compte tels que la variété de pavot planté ainsi que l’altitude. Arrivées à maturité, les capsules de pavot sont incisées permettant à la sève de l’opium de s’écouler. Au contact de l’air, l’opium se durcit et est collecté le lendemain matin par les cultivateurs. Une fois l’opium récolté, il est transformé en morphine base via un procédé relativement simple qui consiste à dissocier la morphine des éléments végétaux contenus dans la pâte d’opium : il suffit de chauffer l’opium dans de l’eau et d’y ajouter, par exemple, de la chaux. Le produit obtenu n’a pas d’odeur et pèse un dixième du poids de l’opium d’origine, ce qui le rend plus facile à dissimuler. L’anhydride acétique servira à la conversion de la morphine-base en héroïne. L’anhydride acétique est ce qu’on appelle un précurseur chimique qui est également utilisé dans la fabrication de cassettes vidéo ou encore de fibres textiles. En Afghanistan, le précurseur n’a pas été légalisé, ce qui fait qu’une grande quantité de ce produit chimique doit être introduite clandestinement dans le pays.

### Explosion de la culture du pavot dans le sud, conflit avec les talibans et lutte contre le trafic

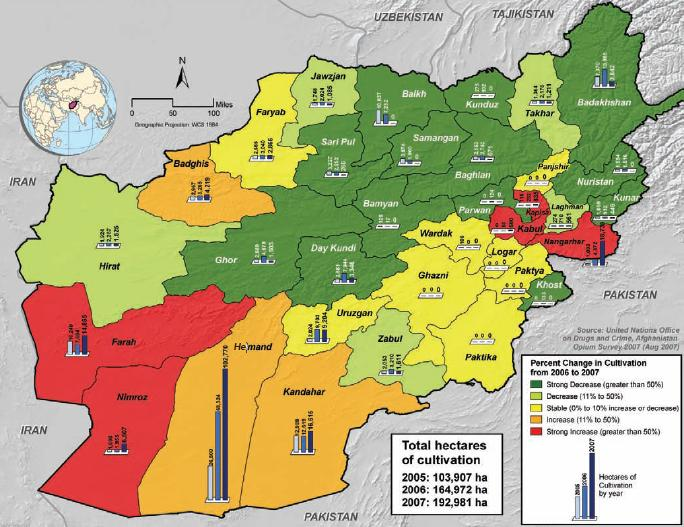
Production d'opium entre 2005 et 2007. On note une forte baisse dans les régions du nord et une augmentation dans celles du sud.

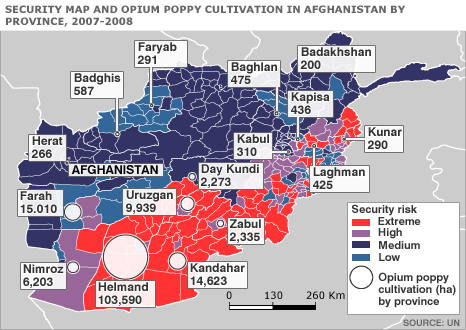
Situation durant l'année 2008 au niveau sécuritaire et de la production d'opium.

Par rapport aux années précédentes, on enregistre un retour important de la culture du pavot dans le Sud, en particulier dans la province de Helmand, soumise à une forte présence des talibans, et qui totalise à elle seule 102 770 ha, soit plus de la moitié de la surface nationale de culture du pavot. En 2002, la surface de culture dans cette province s’élevait à 29 950 ha.
L’hypothèse d’une relation entre conflit et culture est soutenue en 2006 par Jelsma, Kramer et Rivier du Transnational Institute : « La plus grande augmentation de culture a eu lieu dans le Sud de l'Afghanistan, là où les conflits armés ont augmenté », et elle est confirmée par une étude de l'ONUDC parue début 2010 qui estime que près de 80 % des villages confrontés à de très mauvaises conditions de sécurité cultivent le pavot, d'où est tiré l'opium, alors que c'est le cas de seulement 7 % des villages qui ne sont pas touchés par les violences.
Le Nord, sous contrôle, semble avoir été délaissé en 2007 par les cultivateurs d’opium, probablement en raison des menaces de sanction et des aides au développement de cultures alternatives. Le Sud est ainsi devenu l’endroit le plus intéressant pour la culture du pavot : les contrôles sont moins fréquents en raison de la nature plus conflictuelle de cette région.
En outre, la culture du pavot dans le Sud est le signe d’un mouvement de rébellion : cette partie du pays est sous contrôle des talibans. Les insurgés, pour agacer l’administration Karzaï et la communauté internationale ainsi que pour financer leurs actions belliqueuses, incitent les fermiers à cultiver le pavot via la corruption, et transforment parfois celui-ci sur place en opium ou en héroïne. Les talibans offrent ainsi une protection aux fermiers qui acceptent de le cultiver tout en menaçant ceux qui ne se soumettent pas. Ils retireraient ainsi 400 millions de dollars directement de ce trafic.
Dans des régions d'Afghanistan où le gouvernement est en mesure de faire respecter la loi, près des deux tiers des agriculteurs ont dit qu'ils ne cultivaient pas l'opium en raison de son caractère illicite, alors que dans le sud-est, où la présence des autorités est plus faible, seuls près de 40 % des agriculteurs ont cité l'interdiction comme une raison de ne pas cultiver le pavot.
Comme les témoignages recueillis par le TNI le laissent entendre, la culture du pavot devient ainsi un enjeu politique : ceux qui le cultivent sont catalogués comme étant contre le gouvernement Karzaï et soutenant les talibans, et inversement...
L'opium est ainsi lié à la guerre d'Afghanistan. En 2008, Rahim Wardak, le ministre afghan de la Défense, a demandé à l'OTAN de l'assister, sur demande au cas par cas des autorités afghanes, dans les opérations contre les trafiquants de drogue, qui prennent ainsi une tournure militaro-policière. Plusieurs Afghans ont été jugés et condamnés aux États-Unis, dont Bashir Noorzai (en) et Baz Mohammed, les deux en 2005. La Drug Enforcement Administration participe ainsi aux opérations sur le terrain, avec au 1er avril 2010, 96 agents dans le pays qui ont rejoint leurs homologues afghans et les forces de l'OTAN dans plus de 80 opérations combinées l'an dernier et déclarant que les saisies d'opium en Afghanistan ont grimpé de 924 % entre 2008 et 2009, telles une en octobre 2009 où plus de 50 tonnes d'opium et 1,8 tonne d'héroïne ont été détruites et 17 talibans tués.
En octobre 2009, une liste de 50 trafiquants à abattre comme Haji Bagcho, dont certains proches du régime ou ayant antérieurement travaillé pour la CIA, a été dressée par les États-Unis. Kaboul s'y est opposé, affirmant que cela nuisait à la justice afghane et aux tentatives d'instaurer l'État de droit dans le pays.
Le 3 mars 2010, une campagne de destruction des champs de pavot, notamment dans le sud est annoncé par le général McChrystal, le commandant de la Force internationale d’assistance à la sécurité. Ce plan, qui va concerner 18 provinces sur les 34 que compte le pays, comporte trois phases : avertissement, prévention, éradication. Avant d’en arriver au dernier point, les paysans se verront proposer une aide pour changer de culture et passer à la production de céréales.
Des pays voisins de l'Afghanistan, l'Iran est de loin celui où la saisie d'opium est la plus élevée avec des prises en augmentation passant de 73 tonnes en 2002 à 427 tonnes en 2007.

## Culture du haschich
L'Afghanistan est également le premier producteur de haschich, la résine de cannabis avec, selon un rapport publié mars 2010, entre 1 500 et 3 000 tonnes par an.
Le rendement par hectare des récoltes afghanes est supérieur à la moyenne avec 145 kilos par hectare de haschich contre 40 pour le Maroc.
Le cannabis est cultivé à grande échelle dans la moitié des 34 provinces afghanes mais entre 2005 et 2010, la production de cannabis est également descendue du nord au sud de l'Afghanistan. Comme l'opium, la culture du cannabis est maintenant concentrée dans les régions instables.
Le revenu moyen tiré du cannabis est, selon le rapport de mars 2010, de 3 900 dollars par hectare cultivé, soit 300 dollars de plus que le rendement de l'opium. Il est moins cher à cultiver, plus facile à récolter et à transformer mais la culture de l'opium continue d'être préférée à celle du cannabis en Afghanistan car le cannabis se conserve moins longtemps et se récolte en été, lorsque moins d'eau est disponible pour l'irrigation.
Même si le cannabis est consommé à l'intérieur du pays, les principaux flux commerciaux suivent les routes du trafic de l'opium, particulièrement dans les provinces de Balkh, Uruzgan et Kandahar.

## Exportation des opiacés afghans

Répartition du trafic d'opiacés en 2008 (en %).

### Routes des opiacés
Les voies menant à l’Europe, principale destination des opiacés afghans, sont déterminées en fonction des conditions géographiques et d’une minimisation des risques pour les trafiquants. Le transit des substances illicites est favorisé par l’ouverture des frontières, notamment en Europe où il est impossible de contrôler des millions de tonnes de fret. Lors de la conférence ministérielle sur « Les routes de la drogue de l’Asie centrale à l’Europe », qui s’est tenue à Paris les 21 et 22 mai 2003, Pierre-Arnaud Chouvy, Alain Labrousse et Michel Koutouzis ont présenté un texte et une cartographie détaillant certains axes du trafic. L’héroïne issue de l’opium afghan est essentiellement consommée en Europe. Elle y pénètre par l’Europe de l’Est via les Balkans, la Hongrie, ainsi que par les pays nordiques et baltes. Depuis l’Afghanistan, l’opium, la morphine base et l’héroïne suivent deux axes majeurs : la voie de l’Iran et des Balkans et la voie de l’Asie centrale via la Russie et l’Ukraine.

#### Route du sud
La première voie passe historiquement par les routes traversant les frontières de l’Iran et du Pakistan, via les provinces iraniennes du Khorasan et du Seistan d’une part ou via la province de Khyber Pakhtunkhwa et le Baloutchistan pakistanais d’autre part. Les drogues se dirigent ensuite vers l’Inde, la Turquie (principal point de passage sur cette voie selon Interpol) et le Caucase, marché ou étape pour atteindre l’Europe et notamment les Balkans. Les drogues peuvent aussi rejoindre les ports pakistanais ou iraniens ou encore emprunter la voie des airs. Les chiffres illustrent bien la place prépondérante du Pakistan comme voie d’exportation, en effet, les saisies effectuées dans le pays en 2003 représentent 32 % des saisies mondiales. En ce qui concerne la corruption, les autorités sont également mouillées au Pakistan, les services secrets de l’armée utiliseraient l’argent de la drogue pour financer les rebelles islamiques au Cachemire. En Iran, la drogue arrivée du Pakistan ou directement d’Afghanistan est livrée par caravane lourdement armée à des groupes iraniens, kurdes ou turcs. L’Irak est devenu une voie alternative après la chute de Saddam Hussein qui appliquait la peine de mort aux trafiquants.  Environ 40 % de l’héroïne consommée en Europe aurait transité ou aurait été transformée en Turquie[réf. nécessaire].

#### Route du nord
Depuis l’ouverture des frontières en 1991, les opiacés quittent aussi la région via la seconde voie c'est-à-dire, par le Tadjikistan (qui a une frontière de 1 000 kilomètres avec l’Afghanistan), l’Ouzbékistan et le Turkménistan. Cette voie est appelée route du nord ou de la soie. Ces routes alimentent non seulement l’Europe mais aussi, l’Asie centrale et la Russie où la consommation est en augmentation. Dans ce cadre, le Kirghizstan et le Kazakhstan sont d’importants centres de transit. Par cette voie, la drogue arrive au Kazakhstan après une traversée des républiques sœurs d’Asie centrale. De là, elle peut atteindre la Russie et l’Europe. En ce qui concerne cette voie, passant par l’Asie centrale, la Russie et l’Ukraine, comme dit plus haut, c’est la chute de l’URSS et l’affaiblissement du pouvoir central en 1991 qui a ouvert de nouvelles perspectives aux trafiquants. Ici aussi, la corruption joue un rôle très important, voire majeur. Le gouvernement du Tadjikistan et le gouvernement russe sont souvent accusés de collusion. Il faut citer l’exemple de la 201e division motorisée russe qui fait des aller-retour vers Moscou, qui n’est pas soumise aux contrôles et dont les membres d’équipages sont facilement corruptibles. C’est un exemple de la situation, tout comme la remise sur le marché de saisies faites par les gardes frontières du Tadjikistan.

#### Route de l'ouest
Une troisième voie possible pénètre en Ouzbékistan ou au Turkménistan (avec des détours possibles par le Tadjikistan). La drogue traverse ensuite la mer Caspienne vers l’Azerbaïdjan ou le Daguestan. De là, la drogue est acheminée par la Géorgie vers les ports de la mer Noire tel que Batoumi ou Sotchi. On ne peut estimer l’importance d’une voie par rapport à l’autre. Selon les Nations unies et Interpol, en 2003, plus de 40 % de l’héroïne ainsi que 86 % de l’opium sont passés par l’Iran. Ces mêmes organismes parlent des trois quarts des opiacés en 2005. Ces estimations sont d’autant plus compliquées que les trafiquants peuvent passer d’une voie à l’autre en cours de transit suivant les obstacles rencontrés. Comme déjà dit, le commerce des opiacés afghans est orienté essentiellement vers L’Europe. En effet, le reste de l’Asie est essentiellement fourni par l’héroïne birmane. Seule l’Inde qui est entre l’Afghanistan et la Birmanie est en partie alimentée par les substances afghanes. L’Afrique est également alimentée par l’Afghanistan.

## Consommation intérieure
En mai 2010, une étude estime que près d'un million d'Afghans âgés de 15 à 64 ans sont dépendants, soit 8 % de la population, deux fois plus que la moyenne mondiale. Entre 2005 et 2010, le nombre de consommateurs d'opium est passé de 150 000 à 230 000, soit une augmentation de 53 %. Pour l'héroïne, on comptait 50 000 consommateurs en 2005 et 140 000 en 2010, une augmentation de 140 %.

## Le trafic en chiffres
Depuis le retrait des troupes soviétiques, la production de l'opium est une source importante de revenus pour les Afghans. Ainsi dans son livre Afghanistan - Opium de guerre, opium de paix, le journaliste et sociologue Alain Labrousse estime qu'un tiers de l'économie du pays repose sur le trafic d'opium ou de ses dérivés.
Les revenus des agriculteurs sont extrêmement faibles comparés au chiffre d'affaires final de ce trafic. Le prix de la vente au kg d'opium à la ferme varie de 34 dollars en 1997 avec un revenu global des producteurs de 120 millions de dollars à un prix de vente au kg de 350 dollars en 2002 avec un revenu de 1,2 milliard de dollars.

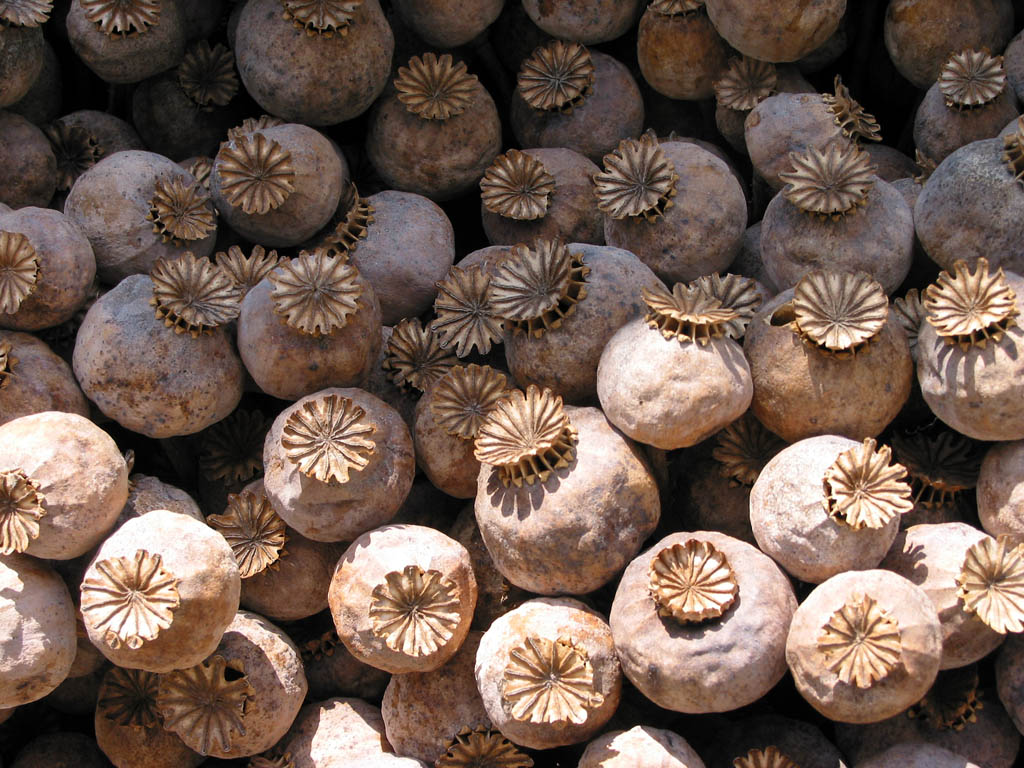
Capsules, contenant les graines.

Même durant la période des talibans, sa production a continué et a augmenté, avec plus ou moins de permissivité de la part des autorités talibanes.
Avec la conquête rapide de 85 % du territoire, ceux-ci s'approprient également environ 96 % des terres à opium du pays. La récolte de 1999 sera doublée par rapport à celle de 1998, le pays produisant alors 4 600 tonnes d'opium, soit 75 % du total mondial.
Le mollah Omar a même déclaré[Quand ?] à des journalistes allemands : « À long terme, notre objectif est de nettoyer complètement l'Afghanistan de la drogue. Mais on ne peut pas demander à ceux dont l'existence dépend entièrement de la récolte de passer du jour au lendemain à d'autres cultures. ». Il a tout de même ajouté que « si des non-musulmans souhaitent acheter de la drogue et s'intoxiquer, ce n'est pas à nous qu'il appartient de les protéger ».[réf. nécessaire]
Durant l'été de l'an 2000, les talibans ont malgré tout décidé de faire cesser complètement la production d'opium, la faisant baisser de plus de 95 %. Le peu d'opium encore produit en Afghanistan le fut très majoritairement sur des territoires contrôlés par l'Alliance du Nord, dont la province du Badakhchan qui produisit à elle seule 83 % du pavot afghan entre l'été 2000 et la fin de 2001 (l'Office des Nations unies contre la drogue et le crime (ONUDC) estime la quantité d'opium produit en Afghanistan en 2001 à 185 tonnes, dont 151 au Badakhchan,).

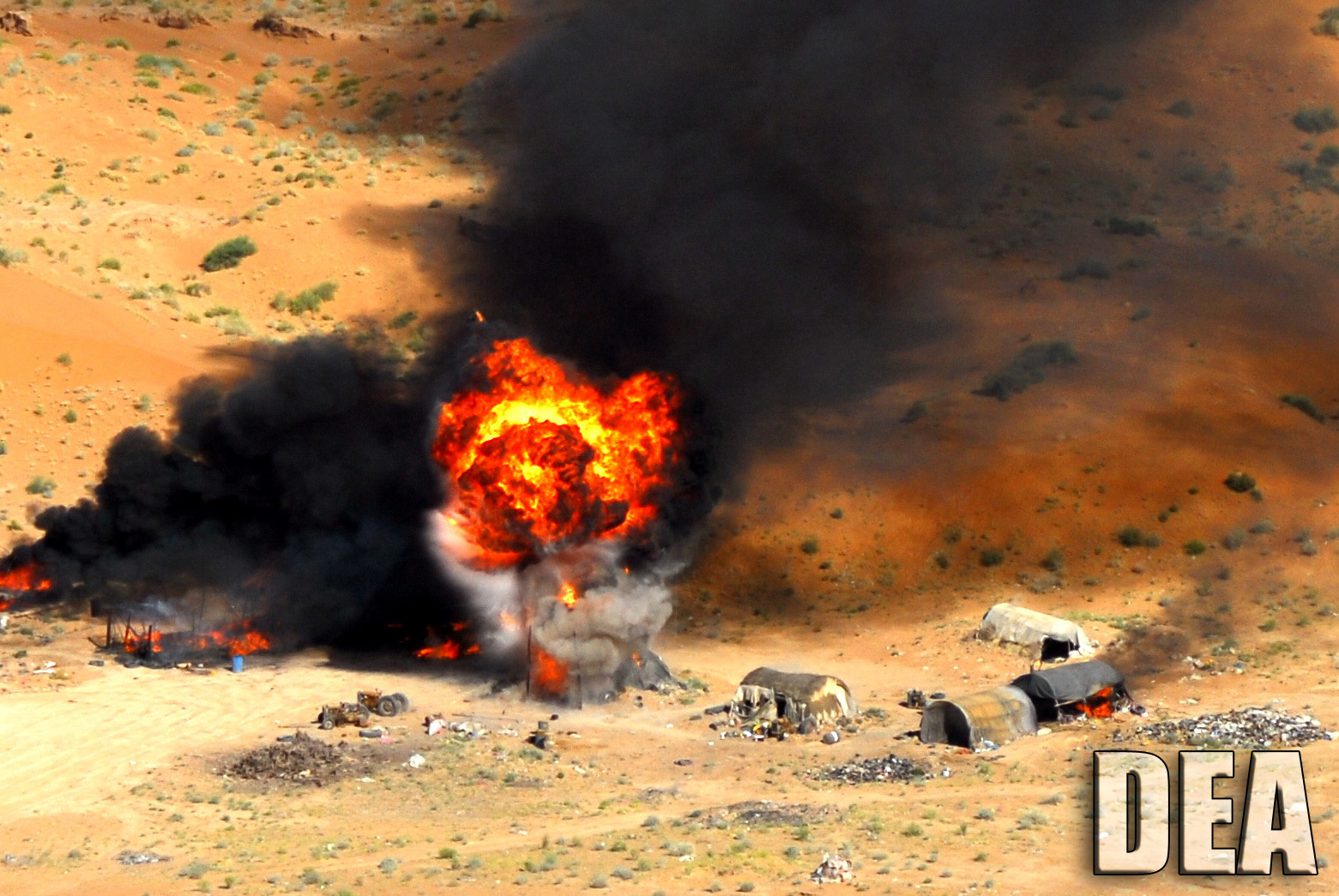
Destruction de haschich en 2008 lors d'une opération conjointe des officiels afghans, de l'OTAN et de la DEA.

Depuis le début de Operation Enduring Freedom en 2001 et la mise en place d'un nouveau gouvernement, la culture du pavot, qui était déjà diffuse à l’époque des talibans, a aujourd’hui atteint des niveaux records, estimée pour 2006 à 6 100 tonnes, ce qui dépasse largement la demande mondiale. La production par irrigation de légumes ou de fleurs existe mais elle est très vulnérable aux sabotages.
Selon le rapport annuel de l'Office des Nations unies contre la drogue et le crime (ONUDC), publié le 27 août 2007, la production d'opium en Afghanistan a augmenté de 34 % entre 2006 et 2007. Le montant total de la récolte de pavot s'élèverait à 8 200 tonnes pour 2007, contre 6 100 tonnes en 2006. En tout, les terres d'Afghanistan utilisées pour la culture du pavot sont passées de 165 000 hectares en 2006 à 193 000 en 2007 pour une superficie totale de terres arables cultivés estimé en 2004 de 8,05 millions d'hectares de terres arables dont 4,55 millions d'hectares de terres sont cultivées.
D'après les enquêteurs de l'ONUDC, la culture du pavot se développe essentiellement là où la présence des talibans est très importante, dans le sud, soit à 80 % dans quelques provinces le long de la frontière avec le Pakistan et a diminué dans les provinces où la présence du gouvernement a été renforcée. 
Autre point de comparaison issu de l'ONUDC, d'après ses rapports opium survey 2001 et Afghanistan Opium Survey 2007, la surface cultivée en pavot est passée de 7 606 ha en 2001 (dont plus de 80 %, 6 342 ha, dans la province du Badakhshan, celle qui était à l'époque principalement contrôlée par l'Alliance du Nord), à 197 000 ha en 2007 (dont 70 % dans cinq provinces du Sud-Ouest bordant le Pakistan, principalement celle de Helmand). Ceci représente une multiplication par 26 de la surface cultivée entre la dernière année du régime des talibans et 2006.
En 2008, la production est estimée à 7 700 tonnes (entre 6 330 et 9 308 selon la méthodologie employée) pour une surface cultivée cette année-là de 193 000 hectares et son revenu estimé à 3,4 milliards de dollars.
En 2009, celle-ci était de 6 900 tonnes pour une surface cultivée de 123 000 hectares mais les stocks mondiaux sont estimés à 10 000 tonnes d'opium. Le revenu du trafic était aussi en chute à 2,8 milliards de dollars. Le nombre de personnes impliquées dans la culture de l'opium (1,6 million) a baissé d'un tiers, et le nombre de provinces sans pavot est en hausse passant de 18 à 20.
Environ 60 % de cette quantité serait convertie en morphine et en héroïne dans le pays. La quantité de morphine et d’héroïne produites en Afghanistan pour l’exportation était estimée à 630 tonnes (entre 519 et 774 tonnes). Près de 40 % de la production totale a été exportée sous forme d’opium.
En mai 2010, on annonce qu'entre un tiers et la moitié des récoltes sont détruites par un champignon d'origine inconnue, la production de plus de 2 500 tonnes d'opium principalement dans le sud du pays serait perdue. « Dans certains endroits, jusqu’à 70 % du pavot ont été détruits », selon le lieutenant-général Daoud Daoud, le vice-ministre afghan de l’Intérieur chargé de la lutte antidrogue. La production totale en 2010 est finalement estimé à 3 600 tonnes métriques. 
En janvier 2011, on estime que la culture du pavot sera encore légèrement en baisse malgré un retour de la production de celle-ci causé par un doublement du prix de l'opium.
La baisse de la culture du pavot en 2023 estimée à 95 % par l’UNODC, avec une production passant de 6200 à 333 tonnes d’opium, et une surface cultivée passant de 233 000 à 10 800 hectares, compensé par une augmentation de 160 000 ha de la surface cultivée en céréales, fait suite à l’interdiction de la drogue imposée par les nouvelles autorités en avril 2022.
| Année     | 1993  | 1994  | 1995  | 1996  | 1997  | 1998  | 1999  | 2000  | 2001  | 2002  | 2003  | 2004  |
| --------- | ----- | ----- | ----- | ----- | ----- | ----- | ----- | ----- | ----- | ----- | ----- | ----- |
| Nb tonnes | 2 330 | 3 416 | 2 335 | 2 248 | 2 804 | 2 693 | 4 565 | 3 276 | 185   | 3 400 | 3 600 | 4 200 |
| Année     | 2005  | 2006  | 2007  | 2008  | 2009  | 2010  | 2011  | 2012  | 2013  | 2014  | 2015  | 2016  |
| Nb tonnes | 4 100 | 5 300 | 7 400 | 5 900 | 4 000 | 3 600 | 5 800 | 3 700 | 5 500 | 6 400 | 3 300 | 4 800 |
| Année     | 2017  | 2018  | 2019  | 2020  | 2021  | 2022  | 2023  |       |       |       |       |       |
| Nb tonnes | 9 000 | 6 400 | NA    | 6 300 | 6 800 | 6 200 | 333   |       |       |       |       |       |

Source : UNODC,  Office des Nations unies contre la drogue et le crime